# Saint-Privat-d'Allier
Pour les articles homonymes, voir Saint-Privat.
Saint-Privat-d'Allier est une commune française située dans le département de la Haute-Loire dans le midi de la région Auvergne-Rhône-Alpes.
Elle est depuis le 1er janvier 2017 une commune nouvelle à la suite de sa fusion avec la commune de Saint-Didier-d'Allier. Elle est le chef-lieu de cette nouvelle commune.

## Géographie
La commune, traversée par le 45e parallèle nord, est de ce fait située à égale distance du pôle Nord et de l'équateur terrestre (environ 5 000 km). Elle se situe à une altitude de 880 mètres.

### Communes limitrophes
| Saint-Bérain       | Le Vernet Saint-Jean-de-Nay | Vergezac           |
| Monistrol-d'Allier | Saint-Privat-d'Allier       | Bains              |
| Monistrol-d'Allier | Monistrol-d'Allier          | Saint-Jean-Lachalm |

### Climat
Pour des articles plus généraux, voir Climat d'Auvergne-Rhône-Alpes et Climat de la Haute-Loire.
En 2010, le climat de la commune est de type climat des marges montargnardes, selon une étude du Centre national de la recherche scientifique s'appuyant sur une série de données couvrant la période 1971-2000. En 2020, Météo-France publie une typologie des climats de la France métropolitaine dans laquelle la commune est exposée à un climat de montagne ou de marges de montagne et est dans la région climatique Sud-est du Massif Central, caractérisée par une pluviométrie annuelle de 1 000 à 1 500 mm, minimale en été, maximale en automne.
Pour la période 1971-2000, la température annuelle moyenne est de 8,7 °C, avec une amplitude thermique annuelle de 16 °C. Le cumul annuel moyen de précipitations est de 853 mm, avec 9,9 jours de précipitations en janvier et 7,1 jours en juillet. Pour la période 1991-2020, la température moyenne annuelle observée sur la station météorologique de Météo-France la plus proche, « Le Puy-Loudes », sur la commune de Chaspuzac à 10 km à vol d'oiseau, est de 9,1 °C et le cumul annuel moyen de précipitations est de 682,4 mm,. Pour l'avenir, les paramètres climatiques de la commune estimés pour 2050 selon différents scénarios d'émission de gaz à effet de serre sont consultables sur un site dédié publié par Météo-France en novembre 2022.

## Urbanisme

### Typologie
Au 1er janvier 2024, Saint-Privat-d'Allier est catégorisée commune rurale à habitat très dispersé, selon la nouvelle grille communale de densité à sept niveaux définie par l'Insee en 2022.
Elle est située hors unité urbaine. Par ailleurs la commune fait partie de l'aire d'attraction du Puy-en-Velay, dont elle est une commune de la couronne,. Cette aire, qui regroupe 59 communes, est catégorisée dans les aires de 50 000 à moins de 200 000 habitants,.

### Occupation des sols
L'occupation des sols de la commune, telle qu'elle ressort de la base de données européenne d’occupation biophysique des sols Corine Land Cover (CLC), est marquée par l'importance des territoires agricoles (47,5 % en 2018), une proportion identique à celle de 1990 (47,4 %). La répartition détaillée en 2018 est la suivante : 
forêts (37,6 %), prairies (26,7 %), zones agricoles hétérogènes (20,8 %), terres arables (14,8 %), milieux à végétation arbustive et/ou herbacée (0,1 %). L'évolution de l’occupation des sols de la commune et de ses infrastructures peut être observée sur les différentes représentations cartographiques du territoire : la carte de Cassini (XVIIIe siècle), la carte d'état-major (1820-1866) et les cartes ou photos aériennes de l'IGN pour la période actuelle (1950 à aujourd'hui).

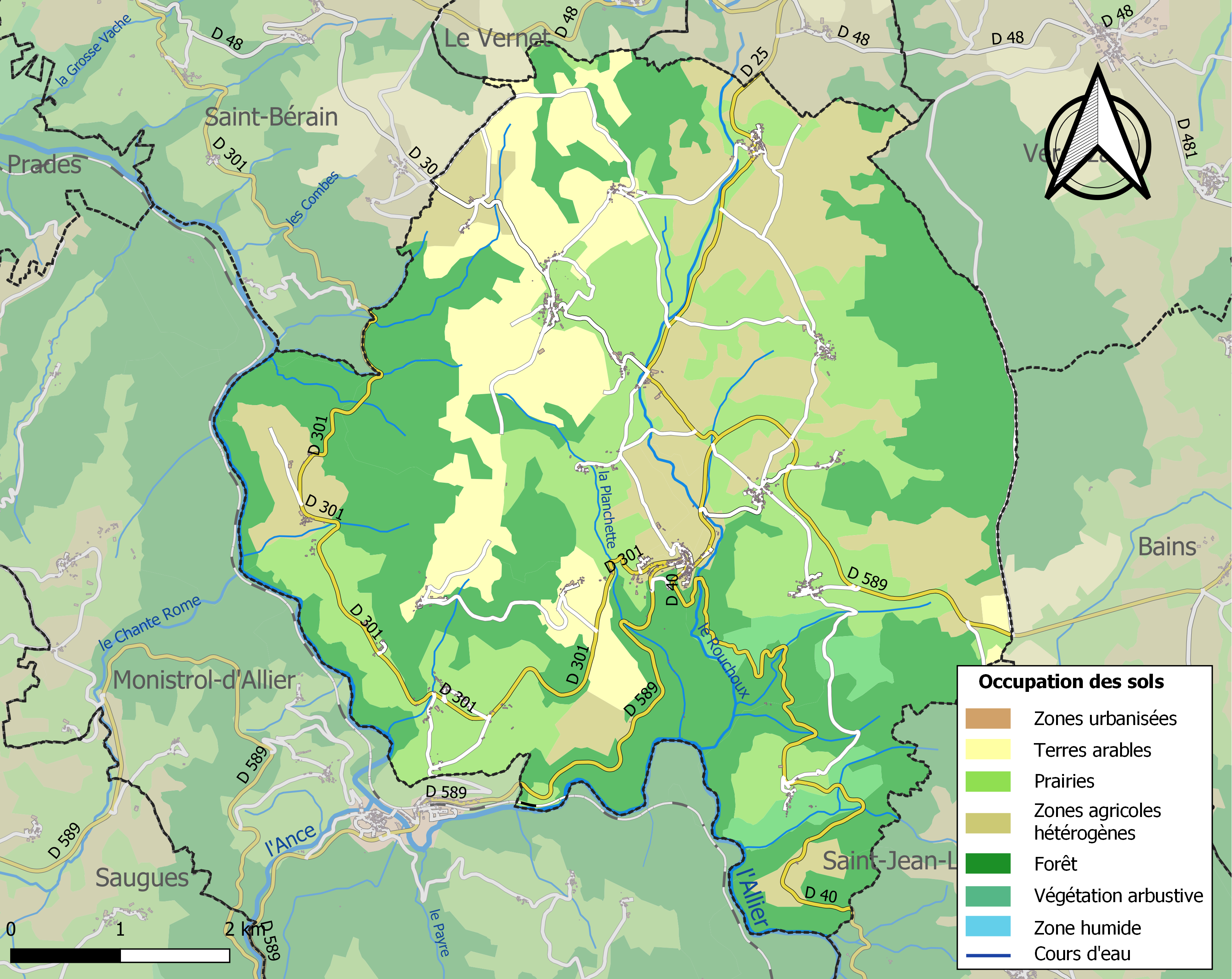
Carte des infrastructures et de l'occupation des sols de la commune en 2018 (CLC).

### Habitat et logement
En 2018, le nombre total de logements dans la commune était de 471, alors qu'il était de 440 en 2013 et de 447 en 2008.
Parmi ces logements, 43 % étaient des résidences principales, 43,4 % des résidences secondaires et 13,7 % des logements vacants. Ces logements étaient pour 93,4 % d'entre eux des maisons individuelles et pour 6,2 % des appartements.
Le tableau ci-dessous présente la typologie des logements à Saint-Privat-d'Allier en 2018 en comparaison avec celle de la Haute-Loire et de la France entière. Une caractéristique marquante du parc de logements est ainsi une proportion de résidences secondaires et logements occasionnels (43,4 %) supérieure à celle du département (16,1 %) et à celle de la France entière (9,7 %). Concernant le statut d'occupation de ces logements, 79,5 % des habitants de la commune sont propriétaires de leur logement (81,6 % en 2013), contre 70 % pour la Haute-Loire et 57,5 pour la France entière.
| Typologie                                               | Saint-Privat-d'Allier | Haute-Loire | France entière |
| ------------------------------------------------------- | --------------------- | ----------- | -------------- |
| Résidences principales (en %)                           | 43                    | 71,5        | 82,1           |
| Résidences secondaires et logements occasionnels (en %) | 43,4                  | 16,1        | 9,7            |
| Logements vacants (en %)                                | 13,7                  | 12,4        | 8,2            |

## Toponymie
Les formes anciennes sont : S. Privatus au XIe siècle, Oppidum S. Privati, vers 1170, Castrum de S. Privato en 1257, Privatus prope Alerium en 1345, S. Privat de Vellaic en 1379, S. Privat-de-Vellay en 1401.
Au cours de la période révolutionnaire de la Convention nationale (1792-1795), la commune a porté le nom de Privat-la-Roche.
Le toponyme vient de saint Privat de Mende.

## Histoire
D'après les travaux de Jean-René Mestre, une voie antique traversait le territoire communal. Venant de Saint-Paulien, elle débouchait à Monistrol-d'Allier qui serait l'ancien Condate de la Table de Peutinger.
Face aux gorges de l'Allier, la commune de Saint-Privat-d'Allier garde le souvenir des puissants Mercœur et Montlaur, dont le château du XIIIe siècle, fut au XVIIe siècle, en partie démantelé.
Le village dut son essor au chemin de Saint-Jacques-de-Compostelle (GR65 - via Podiensis).

### Pèlerinage de Compostelle
Saint-Privat marque la sortie du Velay. C'est la première étape de la via Podiensis, un des chemins de Compostelle qui part du Puy. Il fut spécifiquement créé pour les pèlerins au Moyen Âge devant l'engouement initié en 950 par l'évêque Godescalc du Puy en Velay, qui lui, dut emprunter la via Bolena, l'antique voie gallo-romaine, trajet le plus direct vers Rodez Toulouse et Bordeaux par Saint-Jean Lachalm, Vabres - Alleyras et Thoras.
Lorsqu'on vient de Bains, le dernier hameau traversé avant d'arriver est Le Chier (prononcer « le chière »). La prochaine commune est Monistrol-d'Allier, avec la collégiale Saint-Médard et son ancien hôpital Saint-Jacques. Saint-Privat-d'Allier est la première étape du chemin de Saint-Jacques-de-Compostelle. De nombreux hébergements sont à la disposition des pèlerins et randonneurs.

## Politique et administration
| Période                                  | Période  | Identité   | Étiquette | Qualité |
| ---------------------------------------- | -------- | ---------- | --------- | ------- |
| Les données manquantes sont à compléter. |          |            |           |         |
| 1992                                     | En cours | Guy Eyraud |           |         |

## Population et société

### Démographie

#### Évolution démographique
L'évolution du nombre d'habitants est connue à travers les recensements de la population effectués dans la commune depuis 1793. Pour les communes de moins de 10 000 habitants, une enquête de recensement portant sur toute la population est réalisée tous les cinq ans, les populations de référence des années intermédiaires étant quant à elles estimées par interpolation ou extrapolation. Pour la commune, le premier recensement exhaustif entrant dans le cadre du nouveau dispositif a été réalisé en 2017.

En 2022, la commune comptait 397 habitants, en évolution de −1,98 % par rapport à 2016 (Haute-Loire : +0,36 %, France hors Mayotte : +2,11 %).
| 1793  | 1800  | 1806  | 1821  | 1831  | 1836  | 1841  | 1846  | 1851  |
| ----- | ----- | ----- | ----- | ----- | ----- | ----- | ----- | ----- |
| 1 600 | 1 339 | 1 334 | 1 398 | 1 470 | 1 646 | 1 436 | 1 456 | 1 460 |

| 1856  | 1861  | 1866  | 1872  | 1876  | 1881  | 1886  | 1891  | 1896  |
| ----- | ----- | ----- | ----- | ----- | ----- | ----- | ----- | ----- |
| 1 447 | 1 518 | 1 480 | 1 450 | 1 518 | 1 607 | 1 659 | 1 579 | 1 571 |

| 1901  | 1906  | 1911  | 1921  | 1926  | 1931  | 1936  | 1946 | 1954 |
| ----- | ----- | ----- | ----- | ----- | ----- | ----- | ---- | ---- |
| 1 519 | 1 510 | 1 408 | 1 356 | 1 216 | 1 194 | 1 129 | 958  | 868  |

| 1962 | 1968 | 1975 | 1982 | 1990 | 1999 | 2006 | 2007 | 2008 |
| ---- | ---- | ---- | ---- | ---- | ---- | ---- | ---- | ---- |
| 835  | 708  | 584  | 551  | 430  | 414  | 411  | 411  | 409  |

| 2009 | 2010 | 2011 | 2012 | 2013 | 2014 | 2015 | 2016 | 2017 |
| ---- | ---- | ---- | ---- | ---- | ---- | ---- | ---- | ---- |
| 405  | 401  | 396  | 391  | 383  | 380  | 410  | 405  | 398  |

| 2022 | - | - | - | - | - | - | - | - |
| ---- | - | - | - | - | - | - | - | - |
| 397  | - | - | - | - | - | - | - | - |

#### Pyramide des âges
La population de la commune est relativement âgée.
En 2018, le taux de personnes d'un âge inférieur à 30 ans s'élève à 23 %, soit en dessous de la moyenne départementale (31 %). À l'inverse, le taux de personnes d'âge supérieur à 60 ans est de 35,7 % la même année, alors qu'il est de 31,1 % au niveau départemental.
En 2018, la commune comptait 210 hommes pour 188 femmes, soit un taux de 52,76 % d'hommes, largement supérieur au taux départemental (49,13 %).
Les pyramides des âges de la commune et du département s'établissent comme suit.
| Hommes | Classe d’âge | Femmes |
| ------ | ------------ | ------ |
| 1,4    | 90 ou +      | 1,1    |
| 11,0   | 75-89 ans    | 13,5   |
| 18,7   | 60-74 ans    | 26,4   |
| 34,9   | 45-59 ans    | 21,8   |
| 10,8   | 30-44 ans    | 14,2   |
| 11,4   | 15-29 ans    | 7,9    |
| 11,7   | 0-14 ans     | 15,2   |

| Hommes | Classe d’âge | Femmes |
| ------ | ------------ | ------ |
| 0,9    | 90 ou +      | 2,5    |
| 8,4    | 75-89 ans    | 11,7   |
| 20,4   | 60-74 ans    | 20,5   |
| 21,3   | 45-59 ans    | 20,3   |
| 16,8   | 30-44 ans    | 16,3   |
| 15,2   | 15-29 ans    | 13,2   |
| 17     | 0-14 ans     | 15,6   |

### Sports
Saint-Privat-d'Allier possède un club de football (l'AS Saint-Privat-d'Allier) qui comprend une équipe senior qui évolue en District 4.
La course cycliste "La Pierre Chany" passe également par Saint-Privat-d'Allier.

## Culture locale et patrimoine

### Lieux et monuments
- Lieux-dits : Varennes, Le Villard, Dallas, Rougeac, Mercoeur, Mercury, Nolhac, Céaux, Le Monteil, Pratclaux , Rochegude, Chanove, Connaguet et Connac.
- Dépendant de La Chaise-Dieu, l'ancien prieuré fut fondé en 1046.
- Aujourd'hui, le village est une importante base de sports d'eau vive dans les gorges de l'Allier.
- Dans un beau site de falaises de lave, avec notamment de superbes orgues basaltiques.
- Église romane
- Croix de Mercœur, du XIVe siècle, inscrite monument historique en 1930
- Le château de Rochegude était un important château de la province d'Auvergne. Il fut la propriété de puissantes familles d'Auvergne : les Mercœur, les Montlaur et les Rochebaron. Aujourd'hui, il ne reste du château qu'une tour circulaire et la chapelle romane[22]. Cette dernière a été inscrite sur l'inventaire supplémentaire des monuments historiques en 1974[23] ainsi qu'au patrimoine mondial de l'UNESCO en 1996. Ce château, qui se trouvait sur le chemin de saint Jacques de Compostelle, se situe à 3 km du bourg à l'ouest, face au hameau de Rochegude[22]. Son accès est libre.

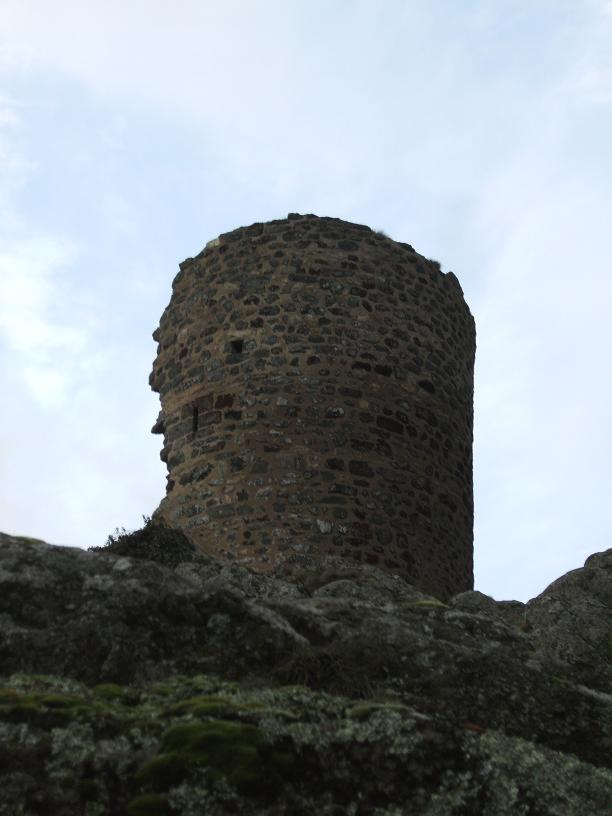
Vestiges de la tour du château de Rochegude.
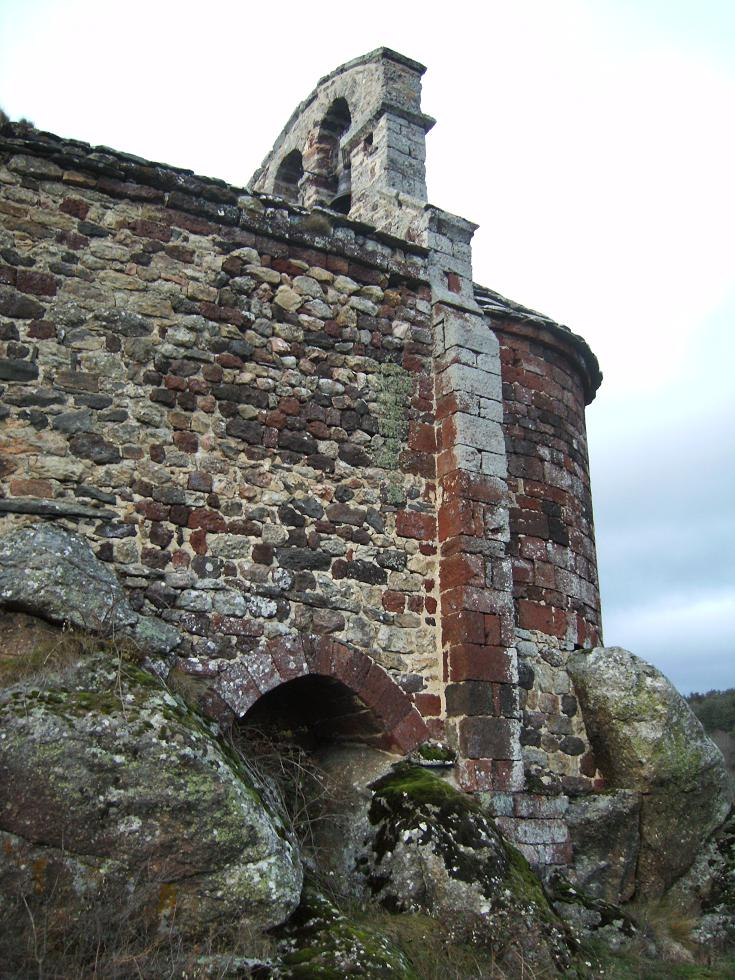
Vue de la chapelle de Rochegude.
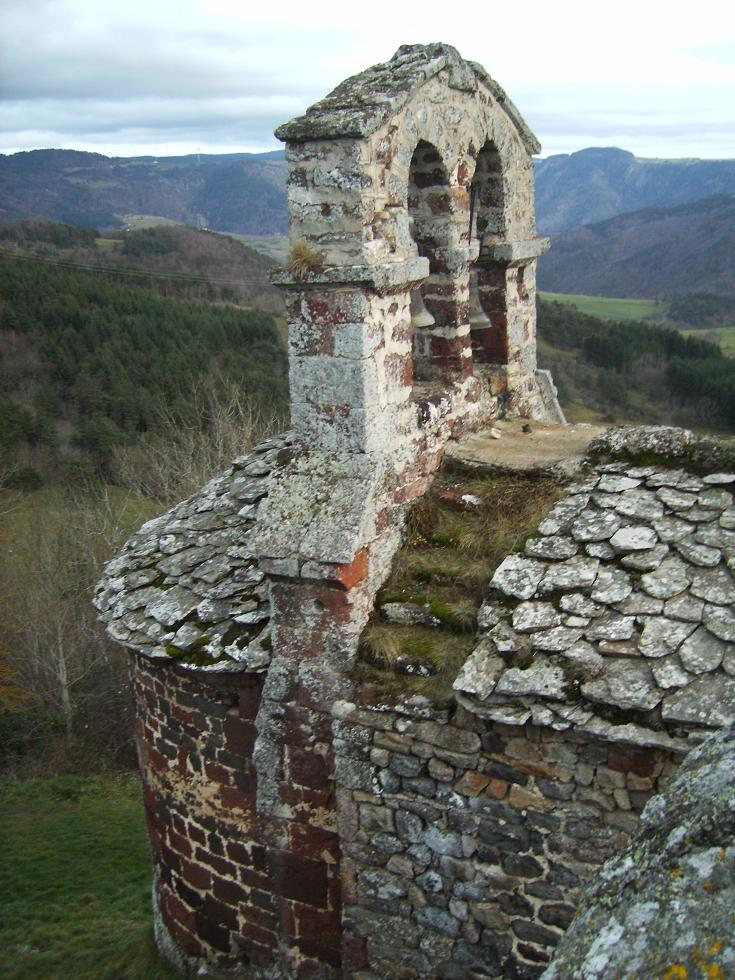
Vue de la chapelle de Rochegude.
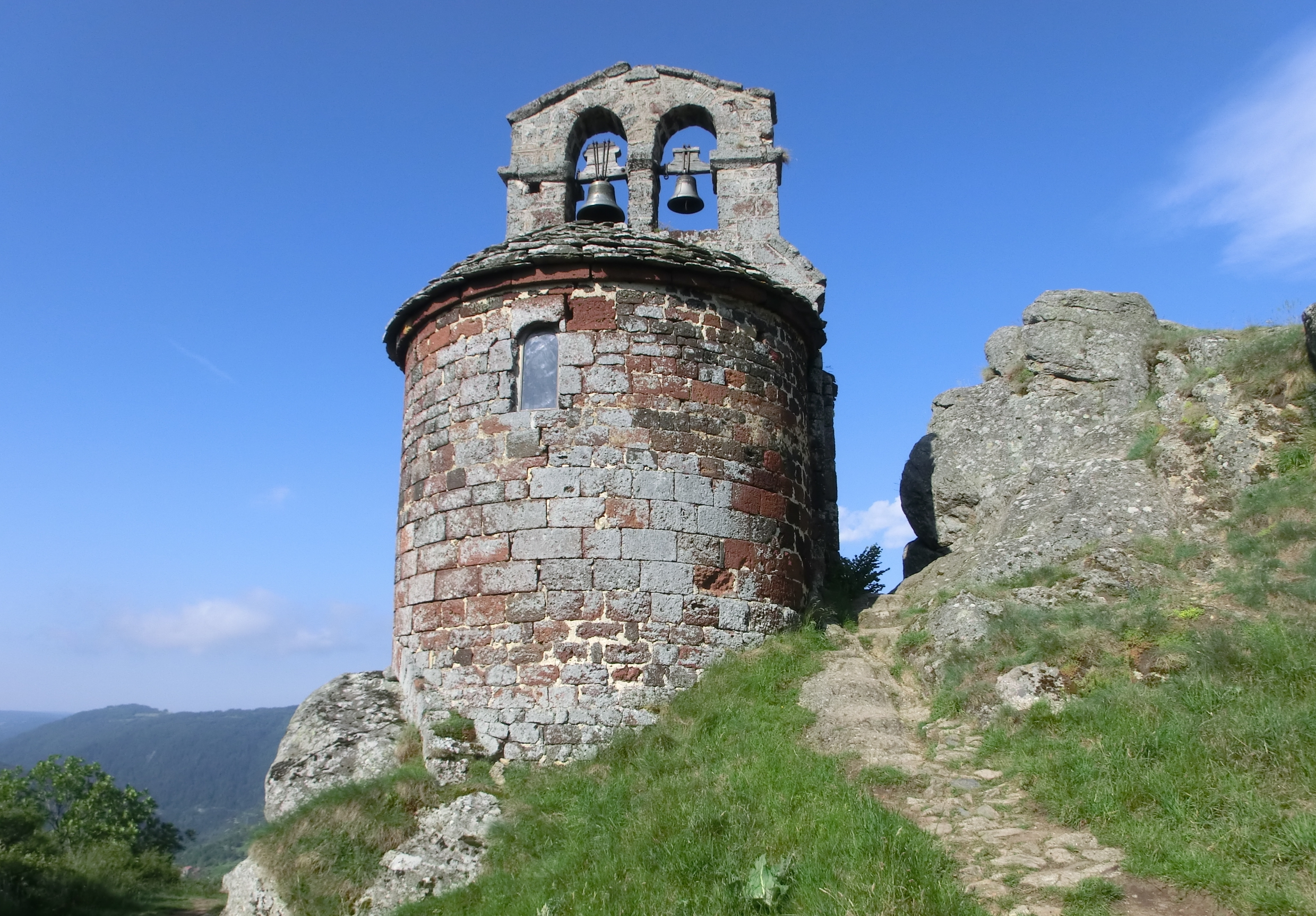
La chapelle de Rochegude.
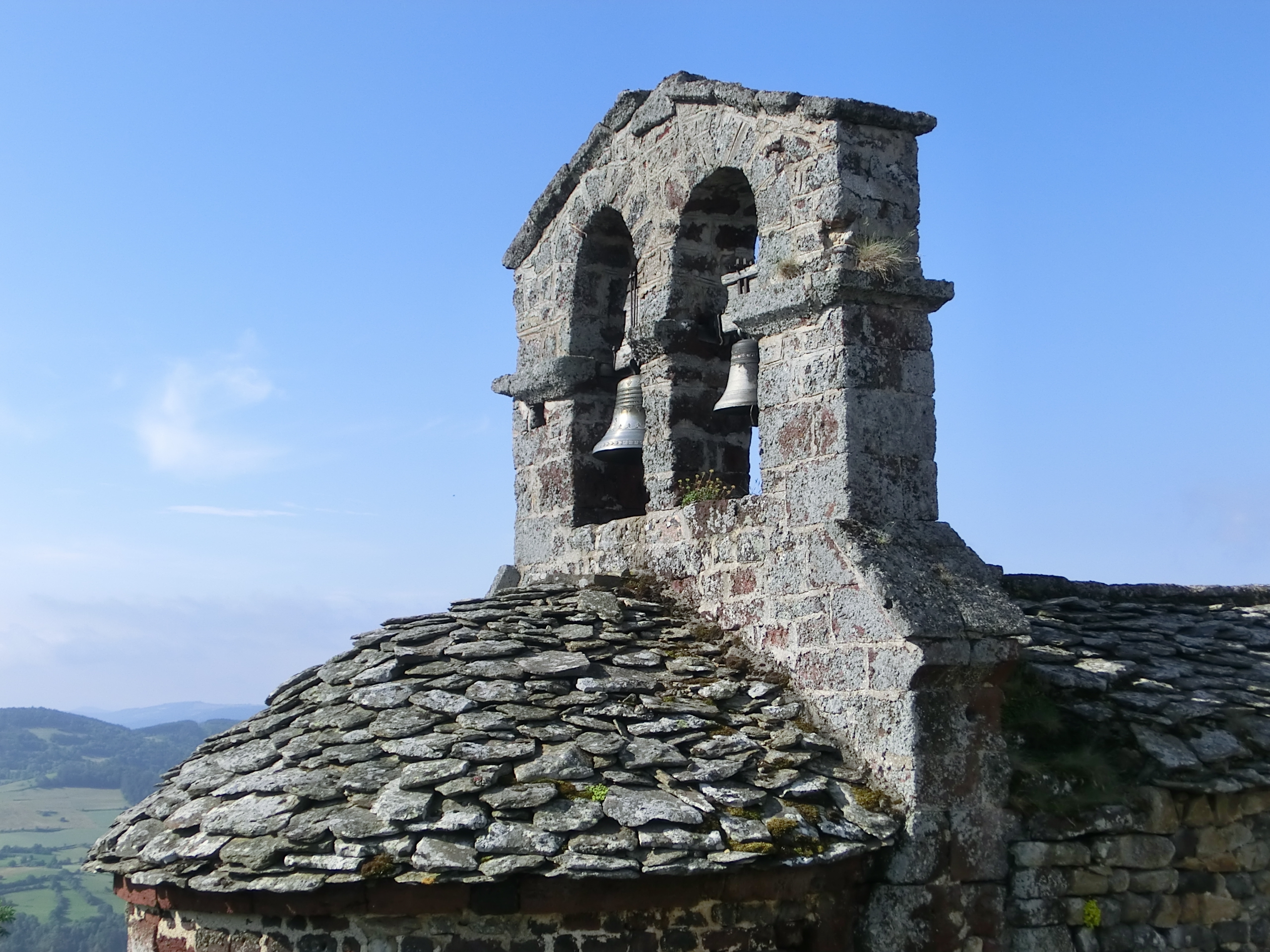
Toit en lauzes de la chapelle de Rochegude.

### Personnalités liées à la commune
- Mickaël Chabanon, boucher propriétaire d'une boucherie dans la commune, sacré meilleur ouvrier de France en 2018 et champion du monde en 2022[24].